# Joachim Lilla
Joachim Theodor Lilla (* 31. März 1951 in Datteln; † 23. Mai 2020 in Krefeld) war ein deutscher Historiker und Archivar.

## Leben und Forschungstätigkeit
Lilla schloss sein Studium der Geschichte und Publizistik an der Ruhr-Universität Bochum als Magister ab. Ab 1975 arbeitete er als Archivangestellter im Hauptstaatsarchiv Düsseldorf und im Stadtarchiv Neuss, ab 1980 als Referent beim Westdeutschen Handelskammertag in Düsseldorf. Ab 1991 war er Angestellter im Stadtarchiv Krefeld. Er hat sich einen Namen als Verfasser von biographischen Nachschlagewerken zu Parlamentarismus und Verwaltungswesen in Deutschland im 19. und 20. Jahrhundert gemacht.
Seine Personenlexika stellen üblicherweise nach einem einheitlichen Schema aufbereitete Kurzbiografien zu einigen hundert Personen zur Verfügung. Sie geben Aufschluss über Lebensdaten und -stationen, Konfession, akademische Grade, öffentliche Ämter und Parteimitgliedschaften, Veröffentlichungen und – sofern vorhanden – den Verbleib des Nachlasses der porträtierten Person. Eine kritische Bewertung nach geschichtswissenschaftlichen Kriterien fehlt. Die Auswahl der vorzustellenden Personen orientiert sich üblicherweise an ihrer Mitgliedschaft (oder dem Erreichen einer bestimmten Rangstufe) in einer bestimmten Körperschaft (z. B. „Reichstagsabgeordnete in der Zeit des Nationalsozialismus“, „Mitglieder des Bayerischen Landtages zwischen 1919 und 1933“, „Höhere Verwaltungsbeamte im Rheinland“), über deren personelle Zusammensetzung das jeweilige Werk einen Überblick bieten soll. Im Sinne des Konzepts der „kollektiven Biographie“ wird die Masse der Einzelbiographien meist durch einen Forschungsbericht ergänzt, in dem die Parallelen der verschiedenen Einzel-Viten herausgestellt werden und auf etwaige Rückschlüsse eingegangen wird, die bestimmte beobachtbare Muster (z. B. überproportional gehäufte Herkunft aus einem bestimmten geographischen Gebiet, Häufung einer bestimmten Berufsausbildung oder Sozialisationssituation, wie etwa die Mitgliedschaft in einem Freikorps, bei den Mitgliedern der untersuchten Institution etc.) erlauben.
2006 wurde Lilla als Mitglied in den Brauweiler Kreis für Landes- und Zeitgeschichte und 2007 in die Gesellschaft für Rheinische Geschichtskunde berufen.

## Veröffentlichungen (Auswahl)

### Personenlexika
- Krefelder Abgeordnete. Abgeordnete aus Krefeld in überörtlichen Parlamenten unter besonderer Berücksichtigung des Deutschen Bundestages. Stadtarchiv Krefeld 2000, ISBN 3-9806517-3-8.
- Die stellvertretenden Gauleiter und die Vertretung der Gauleiter der NSDAP im „Dritten Reich“. NW Verlag, Bremerhaven 2003, ISBN 3-86509-020-6.
- Leitende Verwaltungsbeamte und Funktionsträger in Westfalen und Lippe (1918 bis 1945/46). Biographisches Handbuch. Aschendorff, Münster 2004, ISBN 3-402-06799-4.
- Statisten in Uniform: Die Mitglieder des Reichstags 1933–1945. Ein biographisches Handbuch unter Einbeziehung der völkischen und nationalsozialistischen Reichstagsabgeordneten ab 1924. Unter Mitarbeit von Martin Döring und Andreas Schulz. Droste, Düsseldorf 2004, ISBN 3-7700-5254-4. Rezension: Dieter Pohl: Joachim Lilla (Bearb.): Statisten in Uniform. Rezension in: Sehepunkte 4, 2004, Nr. 5 vom 15. Mai 2004.[3]
- Der preußische Staatsrat 1921–1933: ein biographisches Handbuch; mit einer Dokumentation der im „Dritten Reich“ berufenen Staatsräte (= Handbücher zur Geschichte des Parlamentarismus und der politischen Parteien. Band 13). Droste, Düsseldorf 2005, ISBN 3-7700-5271-4.
- Der Reichsrat. Vertretung der deutschen Länder bei der Gesetzgebung und Verwaltung des Reichs 1919–1934. Ein biographisches Handbuch. Unter Einbeziehung des Bundesrats November 1918–Februar 1919 und des Staatenausschusses Februar–August 1919 (= Handbücher zur Geschichte des Parlamentarismus und der politischen Parteien. Band 14), Droste, Düsseldorf 2006, ISBN 3-7700-5279-X.
- Der bayerische Landtag 1918/19 bis 1933. Wahlvorschläge – Zusammensetzung – Biographien (= Materialien zur bayerischen Landesgeschichte. Band 21), Kommission für Bayerische Landesgeschichte, München 2008, ISBN 978-3-7696-0421-4.
- Der vorläufige Reichswirtschaftsrat 1920 bis 1933/34: Zusammensetzung – Dokumentation – Biographien; unter Einschluß des Wirtschaftsbeirats des Reichspräsidenten 1931 und des Generalrats der Wirtschaft 1933 (= Handbücher zur Geschichte des Parlamentarismus und der politischen Parteien. Band 17), Droste, Düsseldorf 2012, ISBN 978-3-7700-5303-2.
- Staatsminister, leitende Verwaltungsbeamte und (NS-)Funktionsträger in Bayern 1918 bis 1945, Beta-Version 2012 (online)

### Weitere Buchveröffentlichungen
- mit Hans-Joachim Behr und Peter Veddeler: Quellen zur Zeitgeschichte in den staatlichen Archiven Nordrhein-Westfalens. Nichtstaatliches Schriftgut, nichtschriftliches Archivgut, Nationalsozialismus. 1978.
- Gesetz zur Ordnung des Handwerks (Handwerksordnung) … und ergänzende Vorschriften. 1983. (jährlich überarbeitete Ausgaben bis 1989)
- Quellen zu den Krefelder Eingemeindungen unter besonderer Berücksichtigung der kommunalen Neugliederung 1929. Krefeld 1999, ISBN 3-9802939-5-5.
- Mein Krefeld. Stadtbild Verlag, Leipzig 2003, ISBN 3-934572-20-0.

### Aufsätze
- Thomas Mann und Carl Jacob Burckhardt. In: Thomas Mann Jahrbuch. Band 17, 2004, S. 163–182.
- Mehr als „that amazing family“. Harold Nicolson und Thomas Mann. In: Thomas Mann Jahrbuch. Band 19, 2006, S. 23–50.
- Eine biographische Annäherung: Hans Brandt (1884–1961), Landrat in Peine. In: Peiner Allgemeine Zeitung (Hrsg.): Peiner Heimatkalender. 27 (1997). Druckhaus A. Schlaeger, Peine, 1997, S. 61–73.